# Hooghly
Hooghly er en indisk flod. Den er en biflod til Ganges, og skilles fra Ganges tæt på byen Baharampur. Derefter løber den 260 km. forbi blandt andet Kolkata (tidl. Calcutta), inden den løber ud i Den Bengalske Bugt.
- Wikimedia Commons har flere filer relateret til Hooghly

23°24′33″N 88°22′43″Ø / 23.4092°N 88.3786°Ø